# Leon Kaliwoda

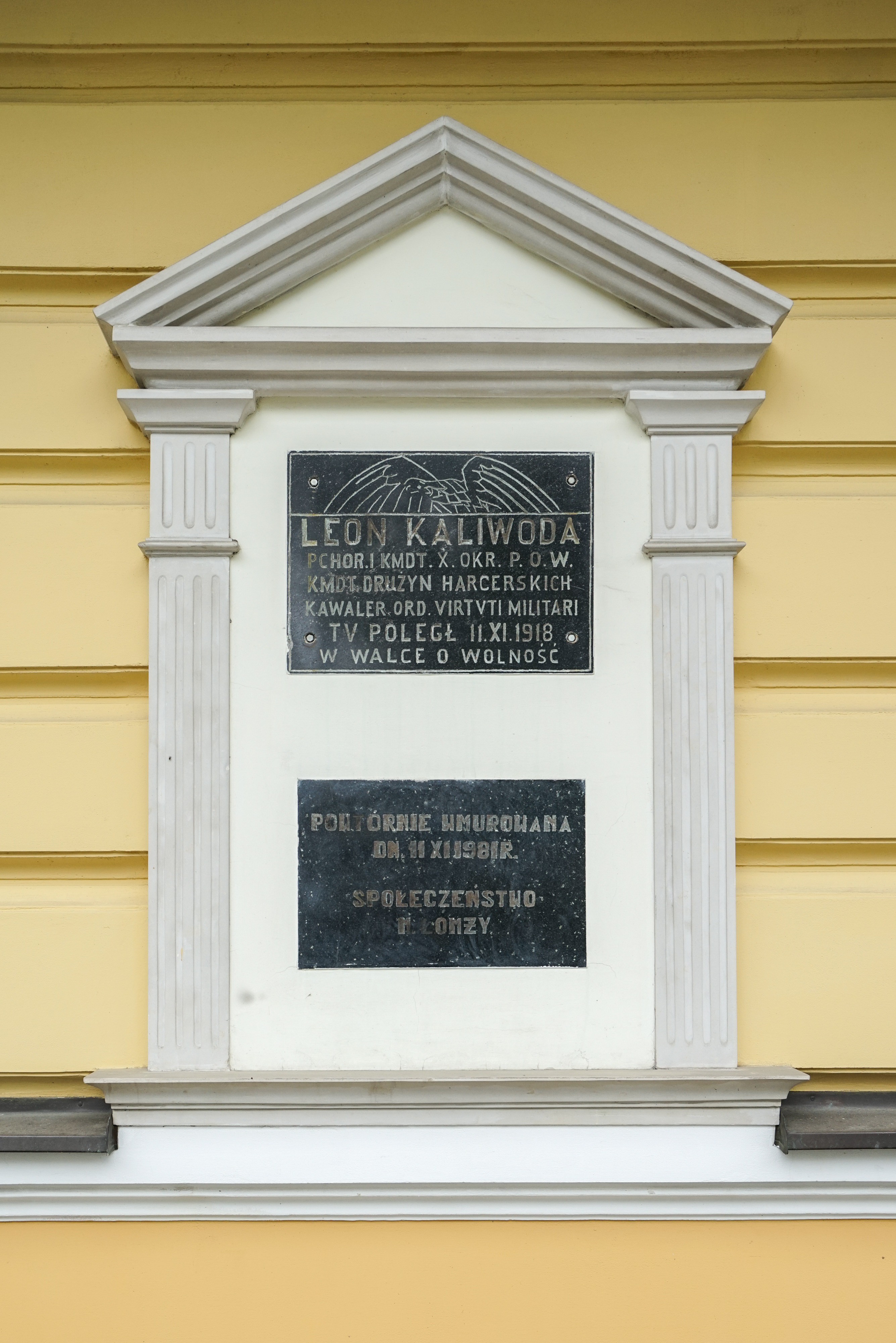
Tablica upamiętniająca śmierć Leona Kaliwody

Leon Kaliwoda (ur. 1897 w Tiumeni, zm. 11 listopada 1918 w Łomży) – komendant X Okręgu Polskiej Organizacji Wojskowej w Łomży. Drużynowy I Drużyny Harcerskiej im. Tadeusza Kościuszki w Łomży. Odznaczony Srebrnym Krzyżem Virtuti Militari V klasy.
Leon Kaliwoda urodził się w grudniu 1897 roku w miejscowości Tiumeń na Syberii jako trzecie dziecko w rodzinie robotniczej. Jego ojciec, z pochodzenia Czech, był pracownikiem fabryki, która zajmowała się budową obiektów przemysłowych na terenie Rosji. Matka, córka powstańca z lat 1863-64, nie pracowała, zajmując się wychowywaniem dzieci, przechowywała w domu pamiątki po swoim ojcu. Jego rodzina wróciła do Polski w 1900 roku i zamieszkała w Warszawie.  Wychowywany w duchu patriotyzmu interesował się harcerstwem. Ukończył kurs oficerski i wstąpił do Polskiej Organizacji Wojskowej. W kwietniu 1917 roku Komenda Główna POW skierowała zaledwie 20-letniego warszawiaka do pełnienia obowiązków komendanta X Okręgu POW w Łomży. Zastąpił na tej funkcji Jana Kraszewskiego, który został aresztowany przez Niemców. Jeden z założycieli łomżyńskiego harcerstwa, Stanisław Dębowski „Młot” wspomina po latach:

Leon, jako pełniący obowiązki komendanta X Okręgu POW, dokonywał wprost cudów (…) Niemcy wkrótce zbyt dobrze poznali jego żółte buty i wojskową bluzę. Musiał się skrywać, uciekać, przebierać. Pracował dzień i noc. Był nie tylko komendantem, także sekretarzem, instruktorem i gońcem. Po całych nocach odbierał raporty z różnych stron, dawał instrukcje, rozkazy, dodawał otuchy zastraszonym w czasie wsyp, karcił swoich, terroryzował Niemców. Był wszędzie. Gdy poczuł, że w dalekiej wiosce praca zaczyna się rozłazić, naciągał swe żółte buty, brał kij do ręki i wędrował nocą drożynami, zwoływał zbiórkę i kilkoma słowy naprawiał wszelkie zło (…).

11 listopada 1918 roku, wczesnym popołudniem, Kaliwoda organizował odprawę podkomendnych z POW, gotowych do rozbrajania Niemców. Uzbrojeni przeszli na ulicę Sienkiewicza, przed siedzibę sztabu niemieckiej policji. Z przeciwka maszerował kilkunastoosobowy oddział niemieckich żandarmów. Kaliwoda wezwał ich do zatrzymania i poddania się. Niemcy jednak złożyli się do strzału. Posypały się kule. Jedna z pierwszych ugodziła w szyję Leona Kaliwodę. Zmarł prawdopodobnie jeszcze zanim przyjaciele wnieśli go do piwnicy kamienicy Śledziewskich.
Kaliwoda został pochowany na cmentarzu Katedralnym w Łomży. Pośmiertnie odznaczony Krzyżem Virtuti Militari. Społeczeństwo  Łomży ufundowało istniejący do dziś nagrobek  na mogile  Leona Kaliwody.  Został odsłonięty i poświęcony 11 listopada 1933 roku. Jest to krzyż zwieńczony orłem gotowym do lotu, opatrzony inskrypcją: „Leon Kaliwoda-Luczyński, p.o. Komendanta X Okręgu POW, drużynowy ZHP”.
W tym samym dniu na murze kamienicy Śledziewskich przy ulicy Sienkiewicza odsłonięto tablicę upamiętniającą śmierć Leona Kaliwody. Odbyła się też uroczystość poświęcenia sztandaru 33 Pułku Piechoty. W 1941 roku zdjęto tablicę z domu. Była ona ukrywana przez okres okupacji hitlerowskiej i przez wiele lat po wojnie. 11 listopada 1981 roku została powtórnie wmurowana w tym samym budynku, w tym samym miejscu.